# Akif Pirinçci

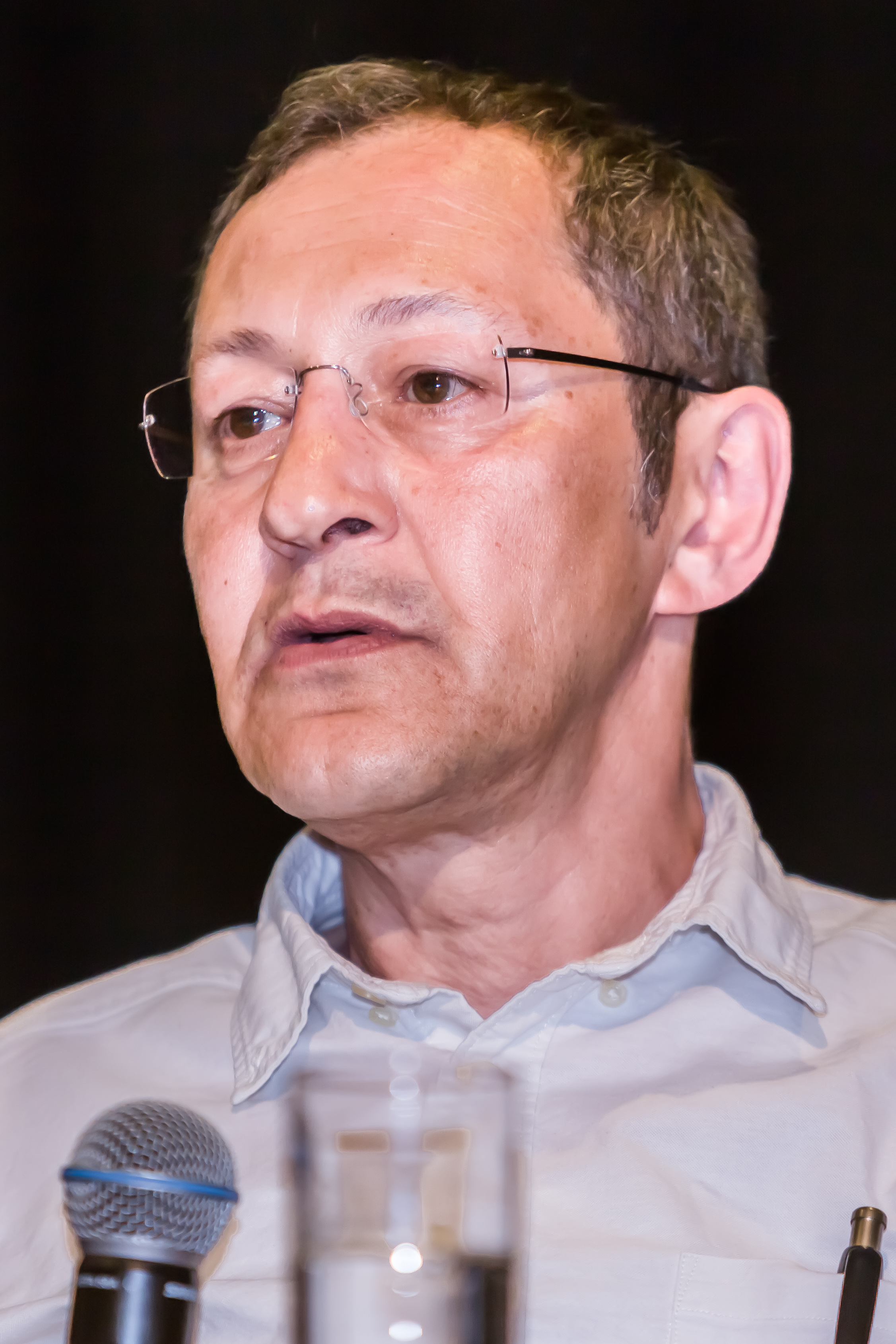
Akif Pirinçci (2014)

Akif Pirinçci (AFI: [piːʁɪɲtʃi]) (Estambul, 20 de octubre de 1959) escritor turco–alemán conocido sobre todo por su novela Felidae, en cuyo guion cinematográfico participó más tarde.

## Biografía
Emigrado a Alemania a los 10 años, comenzó a publicar en los años 1980. Reside actualmente en Bonn.
Su obra "Alemania enloquecida. El culto absurdo a mujeres, homosexuales e inmigrantes" lo lleva a ser récord de ventas. Este libro ha sido denominado como panfleto, lo cual no molesta al autor. Arremete contra varios colectivos, los incluidos en el título, además de otros como contra ecologistas.
También ha publicado otro libro en 2014 contra el “terror de la virtud” que critica las teorías políticamente correctas que según él se imponen y que supuestamente habrían acabado con la libertad de pensamiento en Alemania.

## Obra
- Tränen sind immer das Ende (1980)
- Felidae (1989)
- Der Rumpf (1992)
- Francis. Felidae II (1993)
- Yin (1997)
- Cave Canem. Felidae III (1999)
- Die Damalstür (2001)
- Das Duell. Felidae IV (2002)
- Salve Roma! Felidae V (2004)
- Der letzte Weltuntergang: Krimi-Erzählungen (2007)
- Schandtat Felidae VI (2007)